# Mantotta
Mahatittha (Matotta o Mattottam en tàmil) fou un gran port de Ceilan, en front de l'illa de Mannar.
Abans del segle xiii Mahatittha fou el gran port de la costa nord-oest i de tota l'illa i el principal port comercial. Per aquí es rebien articles d'importació i a les excavacions s'han trobat objectes de procedència exterior incloent monedes i porcellanes. A les inscripcions singaleses i les cròniques en pali, Mahatittha s'esmenta com Mahavoti, Mahaputu, Mahavatu, Mahavatutota, Mahapattana i Matota, mentre en tàmil apareix com Mattottam o Matottam.
Era el port principal per vaixells que venien del sud de l'Índia i la població tenia un fort component del sud de l'Índia, principalment tàmil.
Mahatittha es trobava a la boca del riu Malvatu i des de allí s'accedia fàcilment a la capital Anuradhapura, a la riba del mateix riu. Però amb l'expansió comercial de l'imperi de Sri Vijaya la seva importància va anar disminuint després del segle VII i quan al segle xi la capital es va traslladar a Polonnaruwa el port va perdre importància i va entrar en decadència al segle xiii. La seva posició la va ocupar el port de Gokanna.